# パシュトゥーンワーリー
パシュトゥーンワーリー（パシュトー語: پښتونوالی, paštūnwālī、英: Pashtunwali）とはアフガニスタンで最も多数派のパシュトゥーン人たちの間で用いられる部族掟である。日本語で「パシュトゥーン掟」とも表記される。
シャリーア（イスラム法）とは別系統の規則体系だが、旧ターリバーン政権下ではシャリーアと時に混同され、パシュトゥーン人以外の民族にもその遵守が強要された結果、それら民族集団の不満を招いた。

## 主な掟

### おもてなし
どのような訪問者に対しても、見返りを求めずにもてなし、深い敬意を示さなければならない。

### 聖域の提供
「敵から追われている者を、自らの命を懸けて助けよ」という2千年以上続く掟がパシュトゥーン人にはある。たとえ敵から追われている者がどんな人物でも、多大な犠牲を払ってでも保護し、状況が良くなるまで避難所に留めるという。
実例として、ターリバーン政権はこの掟に基づいて、当時アフガニスタンに亡命していた911テロの容疑者であるウサーマ・ビン・ラーディンに対するアメリカ政府の引渡し要求を拒否し、アメリカによるアフガニスタン侵攻に対して徹底抗戦した。この際、ムハンマド・オマル師は「私は客人（ビン・ラーディン）を裏切った人物として歴史に名を残したくない。私自身の人生と政権を喜んで客人のために捧げる。私達（ターリバーン政権）は客人に避難所を与えたので、裏切る訳にはいかない。」といった趣旨の発言した。
また、ネイビー・シールズ史上最大の悲劇といわれるレッド・ウィング作戦においてただ一人奇跡の生還を果たした元隊員マーカス・ラトレル（英語版）一等兵曹は、異教徒という立場ながら現地のパシュトゥーン人によって匿われたのち、6日後に米軍に救出された。

### 正義と復讐
正義の追求と、悪人に対する復讐が求められている。

### 勇気（トゥラ）
自らの家屋・土地・財産を侵略から守らなければならない。

### 信義
家族・友人・同じ部族民に信義を尽くさなければならない。

### 仲裁（ジルガ）
宗教指導者・名士・調停人らが参加する調停会。部族間の紛争の仲裁や、中央政府の意向と地元民の要望の折衷など。
アフガニスタンにおいてはロヤ・ジルガが有名で、パキスタンでは非公式な裁判所として機能している。

### 信仰
アッラーに対する信仰を守らなければならない。

### 尊厳
パシュトゥーン人は命や財産よりも誇りを重んじる。他人に対する尊重も重視されている。

### 女性の名誉（ナムス）
いかなる犠牲を払ってでも妻や娘の貞操を守ることは、女性自身、さらには家族の名誉を守ることに繋がる。